# Loweia mixtalpina
Loweia mixtalpina är en fjärilsart som beskrevs av Ruggero Verity 1946. Loweia mixtalpina ingår i släktet Loweia och familjen juvelvingar. Inga underarter finns listade i Catalogue of Life.